# Juan Negri (Fußballspieler, 1925)
Juan Jorge Negri Celis (* 5. Januar 1925 in Santiago de Chile; † 20. Oktober 2015) war ein chilenischer Fußballspieler. Der Abwehrspieler absolvierte 16 Länderspiele für Chile.

## Vereinskarriere
Juan Negri, Spitzname Patrón, spielte seine Karriere, die von 1944 bis 1955 andauerte, für CF Universidad de Chile. 1943 war der Abwehrspieler zum Klub gekommen, nachdem ihn Luis Tirado überzeugen konnte, an der Universidad de Chile Kurse zu belegen und für die Universität Fußball zu spielen.

## Nationalmannschaftskarriere
Juan Negri debütierte für die Nationalmannschaft unter Luis Tirado, der inzwischen Nationaltrainer geworden war, bei der 0:6-Niederlage gegen Uruguay beim Campeonato Sudamericano 1947, als er für Manuel Álvarez eingewechselt wurde. Nach seinem Debüt stand Negri noch fünf Turnierspiele in der Startelf. La Roja belegte nach vier Siegen, einem Unentschieden und zwei Niederlagen den vierten Turnierplatz.
Beim Campeonato Sudamericano 1949 absolvierte Negri ebenfalls sechs der sieben Spiele für Chile, das dieses Mal auf den fünften Rang landete. Insgesamt absolvierte Negri 16 Länderspiele, das letzte im April 1950 beim 2:1-Freundschaftsspielerfolg gegen Uruguay.